# 札馬剌丁
札馬剌丁，又譯扎馬剌丁、札馬魯丁、扎馬魯丁，中國元朝初年的回回天文學、曆法學家，出身於阿拉伯帝國治下的波斯。元世祖忽必烈至元年間，札馬剌丁在大都朝廷任職。在此期間，他製造天文儀器，編纂曆法、地志，是將伊斯蘭天文曆法成就全面介绍给中国的第一人，為東西方文化交流做出了重要的貢獻。

## 经历
忽必烈登基前，扎马鲁丁等以星学者的身份进入朝廷，未有官署。至元四年（1267年）进万年历，忽必烈下令颁行全国，在大都设观象台，并创制7种天文仪器，用来观测天象和昼夜时刻，确定季节。至元八年（1271年）元朝在上都（今内蒙古正蓝旗五一牧场境）建立了回回司天台，扎马鲁丁为提点（台长），用他的7种天文仪器观天象，编回回历。后郭守敬编《授时历》时，曾参用回回历，回回历与授时历并行天下。至元十年（1273年），为秘书监事，兼提点。掌管皇家收藏书籍和阴阳禁书，司天台因关涉皇家机密，也被划入秘书监。秘书监成为当时中国与阿拉伯进行科学文化交流的中心。1285年他提出编纂全国地理图志。至元二十三年（1286年）主编《至元大一统志》，至1294年修成。1287年任集贤大学士，从二品。集贤院“提调学校，征求隐贤，召集贤良。凡国子监、玄门道教、阴阳、祭祀、占卜、祭遁之事”。

## 创制的仪器
- 咱秃哈喇吉（浑天仪、多环仪）观测太阳运行轨道；
- 咱秃朔八台（方位仪）观测星球方位；
- 鲁哈麻亦凹只（斜纬仪）观测日影，定春分、秋分；
- 鲁哈麻亦木思塔余（平纬仪）观测日影，定夏至、冬至；
- 苦来亦撒马（天球仪、浑天图）天文图像模型；
- 苦来亦阿儿子（地球仪）；
- 兀剌都儿剌不定（观察仪、星盘）观察昼夜时刻。

## 传入的书籍
札马鲁丁等传入中国的阿拉伯的学术文化也是广泛的，包括天文、数学、化学、力学、医药、地理、哲学等诸多方面。传入《积尺诸家历》48部、《速瓦里可瓦乞必星纂》4部、《海牙剔穷历法段数》7部。1328年官府印制出售《回回历》5257册。他在秘书监时，引进欧几里得《几何原本》（命名《四擘算法段数》）、托勒密《天文学大成》、伊本优努斯（也译尤尼）的《哈基姆星表》（也译《哈基姆历数书》）、《诸般算法段目仪式》（即《几何学书》）、《忒毕医经》等和大量阿拉伯地图。

## 元大一统志
《元大一统志》经15年完成，共计483册755卷，后又补充了云南、甘肃、辽阳等地，于1303年（大德七年）完成，共1300卷，该书后在战乱中散佚。扎马鲁丁以原朝廷收藏的汉文地图为主，又增加了西域的大量地图。包括历史地理沿革、风土人情等。该地图引进阿拉伯制图技术。 书中附有彩色地理图和一幅《天下地理总图》。

## 评价
- 李约瑟：“除公元前2世纪马洛斯的克拉特斯古地球仪（已失传）外，没有比马丁·贝海姆1492年的纪录更早的了。但是，扎马鲁丁的地球仪却诞生于1267年，比马丁·贝海姆的记录整整早了225年！”
- 竺可桢：“元朝的时候，我们的天文学和历法，从西域各国吸收了不少经验。而这些经验的吸收，正是在扎马鲁丁这样的天文学家的努力下完成的。”